# Liste der Monuments historiques in Nieul-le-Virouil
Die Liste der Monuments historiques in Nieul-le-Virouil führt die Monuments historiques in der französischen Gemeinde Nieul-le-Virouil auf.

## Liste der Bauwerke
| Bezeichnung       | Beschreibung                  | Standort                 | Kennzeichnung | Schutzstatus | Datum | Bild           |
| ----------------- | ----------------------------- | ------------------------ | ------------- | ------------ | ----- | -------------- |
| Friedhofskreuz    |                               | (Lage)                   | PA00104828    | Inscrit      | 1925  | weitere Bilder |
| Kirche St-Séverin | Erbaut ab dem 12. Jahrhundert | Place de l’Église (Lage) | PA00104829    | Classé       | 2002  | weitere Bilder |

## Liste der Objekte
| Bezeichnung | Beschreibung                | Standort                        | Kennzeichnung | Schutzstatus | Datum | Bild |
| ----------- | --------------------------- | ------------------------------- | ------------- | ------------ | ----- | ---- |
| Monstranz   | Silber, vergoldet, vor 1809 | in der Kirche St-Séverin (Lage) | PM17001670    | Inscrit      | 1989  |      |